# Campaea similaria
Campaea similaria es una especie de polilla de la familia Geometridae, descrita por primera vez por el entomólogo británico John Henry Leech. Carece de descripción de su especie holotipo, poco se sabe de esta polilla.